# Marie-José Nat
Pour les articles homonymes, voir Nat.
Marie-José Benhalassa, dite Marie-José Nat, est une actrice française, née le 22 avril 1940 à Bonifacio et morte le 10 octobre 2019 à Paris 9e.

## Biographie

### Famille
Marie-José Benhalassa naît le 22 avril 1940 à Bonifacio, du mariage d'Abdelkader Benhalassa, militaire de carrière, né en 1897 à Mila en Algérie, et de Vincentine Biancarelli, bergère corse, née en 1911 à Bonifacio et morte en 1983 à Andilly,,.
Elle est baptisée selon le rite catholique.[réf. nécessaire]
Très rapidement, la famille s'installe à Ajaccio, rue Bacciochi.
En 1960, elle épouse le comédien Roger Dumas dont elle divorce en 1962. En 1965, elle épouse le cinéaste Michel Drach, avec qui elle a trois enfants, David, Julien et Aurélien, et dont elle divorce en 1981.
On lui connaît une liaison de plusieurs années avec le comédien Victor Lanoux.
Le 30 septembre 2005, elle épouse en troisièmes noces le peintre, écrivain et auteur de chansons Serge Rezvani.

### Formation
Après des études secondaires au lycée d'Ajaccio, Marie-José Benhalassa entre au cours Simon à Paris.

### Carrière professionnelle

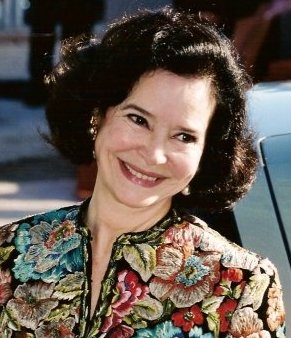
Marie-José Nat au Festival de Cannes 2002.

#### Marie-José Benhalassa
Marie-José Benhalassa entame sa carrière comme cover girl et mannequin de haute-couture. En 1955, elle remporte un concours du magazine Femmes d'aujourd'hui qui lui permet de devenir la partenaire de Jean-Claude Pascal dans un roman-photo intitulé L'amour est un songe. Au cours du tournage, l'acteur lui trouve son pseudonyme, « Nat », en raison des longues tresses qui entourent son visage.

#### Marie-José Nat
Marie-José Nat débute discrètement au cinéma, éclipsée par des jeunes premières plus ou moins confirmées telles que Marina Vlady, Nicole Courcel, Michèle Mercier ou Danielle Godet. Denys de La Patellière lui offre son premier grand rôle en 1959 dans Rue des prairies, aux côtés de Jean Gabin, dont elle joue le rôle de la fille. Suivent, l'année suivante, un sketch de René Clair aux côtés de Claude Rich et Yves Robert puis, un rôle important dans La Vérité de Henri-Georges Clouzot où elle est la rivale de Brigitte Bardot auprès de Sami Frey. Elle est la première actrice à avoir fait la une du magazine Télé 7 jours (paru d'abord sous le nom 7 Jours) le 26 mars 1960.
De 1961 à 1977, elle est l'interprète favorite du réalisateur Michel Drach qui lui confie le rôle principal de Amélie ou le Temps d'aimer, La Bonne Occase, Safari diamants,  Élise ou la Vraie Vie, Les Violons du bal, Le Passé simple, avec pour partenaires Jean Sorel, Jean-Louis Trintignant, Victor Lanoux ou encore Bernadette Lafont.
À la même époque, elle tient des premiers rôles sous la direction de Gérard Oury (La Menace), Alexandre Astruc (L'Éducation sentimentale), André Cayatte (le diptyque Jean-Marc ou la Vie conjugale et Françoise ou la Vie conjugale), Claude Autant-Lara (Journal d'une femme en blanc), Michel Boisrond... Elle travaille également avec le cinéaste algérien Ahmed Rachedi, le Belge Jean Daskalidès et s'essaie même au péplum aux côtés de Pierre Brice et Georges Marchal. En 1972, elle est l'interprète principale de la série Les Gens de Mogador.
Dans les années 1980, Marie-José Nat arrête son activité cinématographique après avoir tenu le premier rôle féminin dans le film fantastique Litan de et avec Jean-Pierre Mocky. Dix ans plus tard, elle participe à des coproductions internationales (Rio Negro avec Ángela Molina, Train de vie de Radu Mihaileanu) et collabore avec Abdelkrim Bahloul.
En 2001, elle participe en tant que membre du jury de Krzysztof Zanussi lors du 36e Festival international du film de Karlovy Vary.
En 2010, elle est membre du jury du 24e Festival du film de Cabourg, sous la présidence de Tonie Marshall et Pascal Bonitzer.

### Mort
Elle meurt d'un cancer à Paris 9e le 10 octobre 2019,. Les obsèques ont lieu le 15 octobre suivant en l'église Saint-François de Bonifacio (Corse) et elle est inhumée au cimetière marin dans le caveau familial.

### Politique
Elle soutient la candidature de Nicolas Sarkozy lors de l'élection présidentielle française de 2012.

## Théâtre
- 1958 : Virage dangereux de John Boynton Priestley, mise en scène Raymond Rouleau, théâtre Michel
- 1959 : Blaise de Claude Magnier, mise en scène Jacques Mauclair, théâtre des Nouveautés
- 1966 : Médor de Roger Vitrac, mise en scène Maurice Jacquemont, avec Bernard Noël, théâtre des Champs-Élysées
- 1984 : Désiré de Sacha Guitry, mise en scène Jean-Claude Brialy, avec Jean-Claude Brialy et Bernadette Lafont, théâtre Édouard-VII
- 1985 : Voisin voisine d'après Jerome Chodorov[11], mise en scène Pierre Mondy, avec Victor Lanoux, théâtre du Palais-Royal, puis en 1986 au théâtre Montansier
- 1990 : Avec ou sans arbres de Jeannine Worms, mise en scène Albert-André Lheureux, avec Henri Garcin, théâtre Hébertot

## Filmographie

### Cinéma
- 1956 : Crime et Châtiment de Georges Lampin : la jeune fille au bal
- 1956 : Club de femmes de Ralph Habib
- 1957 : Donnez-moi ma chance de Léonide Moguy : Rosine
- 1958 : Arènes joyeuses de Maurice de Canonge : Violette
- 1959 : Rue des prairies de Denys de La Patellière : Odette Neveux
- 1959 : Vous n'avez rien à déclarer ? de Clément Duhour : Lise
- 1959 : Secret professionnel de Raoul André : Elvire
- 1960 : Vive le duc ! de Jean-Marc Landier et Michel Romanoff : Cécile
- 1960 : La Française et l'Amour, film collectif, section : Le Mariage de René Clair : la fiancée
- 1960 : La Vérité d'Henri-Georges Clouzot : Annie Marceau
- 1961 : Amélie ou le Temps d'aimer de Michel Drach : Amélie
- 1961 : La Menace de Gérard Oury : Josépha
- 1962 : Les Sept Péchés capitaux, film à sketches : La Colère de Sylvain Dhomme, Max Douy et Eugène Ionesco : la jeune femme
- 1962 : L'Éducation sentimentale d'Alexandre Astruc : Anne Arnoux
- 1963 : Un coup dans l'aile : Nicole
- 1964 : La Vie conjugale, diptyque d'André Cayatte : Françoise
  - Jean-Marc ou la Vie conjugale
  - Françoise ou la Vie conjugale
- 1965 : Journal d'une femme en blanc de Claude Autant-Lara : Claude Sauvage
- 1965 : La Bonne Occase de Michel Drach : Béatrice
- 1966 : Safari diamants de Michel Drach : Électre
- 1967 : Les Guerriers (Dacii), de Sergiu Nicolaescu : la princesse dace
- 1969 : Le Paria de Claude Carliez : Lucia
- 1969 : L'Opium et le Bâton d'Ahmed Rachedi : Farroudja
- 1970 :  Élise ou la Vraie Vie de Michel Drach : Élise Le Tellier
- 1972 : Du rififi à l'ambassade (Embassy) de Gordon Hessler : Laure
- 1973 : 6, rue du Calvaire (Kruiswegstraat 6) de Jean Daskalidès : Françoise Verbrugge
- 1973 : Les Violons du bal de Michel Drach : elle, la femme et la mère de Michel
- 1974 : Dis-moi que tu m'aimes de Michel Boisrond : Charlotte Le Royer
- 1977 : Le Passé simple de Michel Drach : Cécile
- 1980 : Une mère, une fille (Anna) de Márta Mészáros : Anna
- 1981 : La Désobéissance (La disubbidienza), d'Aldo Lado : Mme Manzi
- 1981 : Litan de Jean-Pierre Mocky : Nora
- 1990 : Rio Negro d'Atahualpa Lichy : Mme Ginette
- 1992 : Le Nombril du monde d'Ariel Zeitoun : Oumi, la mère
- 1997 : Train de vie de Radu Mihaileanu : Sura
- 1997 : La Nuit du destin d'Abdelkrim Bahloul : Mme Slimani
- 2003 : Le Cadeau d'Elena de Frédéric Graziani : Elena

### Télévision

#### Téléfilms
- 1959 : La Nuit de Tom Brown de Claude Barma d'après Nathaniel Hawthorne : Beth
- 1961 : Le Mariage de Figaro de Marcel Bluwal : Chérubin
- 1963 : Un coup dans l'aile de Claude Barma : Nicole
- 1968 : Hélène ou la Joie de vivre de Claude Barma : Hermione
- 1972 : La Lumière noire : Aurélia
- 1975 : Les Rosenberg ne doivent pas mourir de Stellio Lorenzi et Alain Decaux : Ethel Rosenberg
- 1978 : Le Vent sur la maison de Franck Appréderis : Christiane
- 1982 : Fausses Notes de Peter Kassovitz : Marion Thoreau
- 1990 : La mort a dit peut-être d'Alain Bonnot d'après Boileau-Narcejac : Marianne
- 1998 : Deux mamans pour Noël de Paul Gueu : Marie
- 2003 : L'Année de mes sept ans : Alice
- 2004 : Colette, une femme libre de Nadine Trintignant : Sido
- 2004 : Ceux qui aiment ne meurent jamais de et avec Christophe Malavoy : Éva
- 2006 : L'Oncle de Russie de Francis Girod : Geneviève Ferrand
- 2015 : Les Blessures de l'île d'Edwin Baily : Jeanne Gourvennec

#### Séries télévisées
- 1958 : En votre âme et conscience :  Le Troisième Accusé ou l'Affaire Gayet de Claude Barma
- 1972 : Les Gens de Mogador de Robert Mazoyer : Julia Angellier
- 1988 : Le Clan : Lucie Manotte
- 1990 : Constance et Vicky : Anna Miller
- 1990 : Renseignements généraux : Isabelle Neuville
- 1996 : Cancoon
- 1996 : Terre indigo de Jean Sagols : Mathilde
- 1998 : Les Marmottes : Françoise
- 1998 : Pur Sang de Marco Pauly
- 2004 : Ariane Ferry : Sabine Le Painsec[réf. souhaitée]

### Romans-photos
- 1955 : L'amour est un songe (Lectures d'aujourd'hui), publié en Italie en 1958 dans le magazine Boléro Film[réf. nécessaire] sous le titre Tristezza di un tempo perduto
- 1957 : Notre amour est sans issue (Lectures d'aujourd'hui)

## Publication
En 2006, Marie-José Nat publie son autobiographie : Je n'ai pas oublié : récit.

## Distinctions

### Décorations
Marie-José Nat est nommée au grade de chevalier de l'ordre national de la Légion d'honneur le 31 décembre 2004, au grade de chevalier de l'ordre national du Mérite le 18 novembre 2002 puis promue au grade d'officier le 14 novembre 2011, promue au grade de commandeur de l'ordre des Arts et des Lettres ex officio en tant que membre du conseil de l'ordre dont elle a été membre du 1er mars 2001 jusqu'en avril 2012,,.

### Récompenses
En 1971, elle reçoit le prix d'interprétation féminine de l'Académie du cinéma pour son rôle dans le film Élise ou la Vraie Vie.
En 1974, elle reçoit le prix d'interprétation féminine du Festival de Cannes pour Les Violons du bal,.